# Bundesautobahn 16
Die Bundesautobahn 16 (Abkürzung: BAB 16) – Kurzform: Autobahn 16 (Abkürzung: A 16) – war eine in den Bundesländern Brandenburg und Sachsen geplante Autobahn.

## Geschichte

### Trassenvarianten
Die Überlegungen für den Bau der A 16 gehen auf das Jahr 1990 zurück. Mit der neuen Autobahn sollte ursprünglich Leipzig mit Frankfurt (Oder) bzw. der Bundesgrenze zu Polen auf direktem Wege verbunden und damit eine leistungsfähige Ost-West-Achse geschaffen werden. Hierfür war eine Trasse als Ersatz für die Bundesstraße 87 von Leipzig über Torgau und Lübben (Spreewald) nach Frankfurt (Oder) zur A 12 vorgesehen. Als alternative Trasse wurde eine ab Torgau geänderte Führung über Elsterwerda und Cottbus nach Frankfurt (Oder) bzw. über Elsterwerda, Hoyerswerda und Weißwasser zur dortigen Bundesgrenze und die Möglichkeit der Weiterführung zur polnischen A 18 bei Sorau (pl. Żary) in Schlesien diskutiert. Ost-südöstlich von Leipzig sollte die A 16 die inzwischen bestehende A 38 verlängern, die bisher am Dreieck Parthenaue an der A 14 endet. An einem Kreuz Ruhland sollte sie sich mit der A 13 kreuzen. Mit der ebenfalls projektierten A 18 war ein Kreuz in Weißwasser geplant.

### Änderung der Planungen
Im Bundesverkehrswegeplan aus dem Jahr 2003 wurde der 49,9 Kilometer lange Abschnitt zwischen Dreieck Parthenaue und Torgau lediglich als weiterer Bedarf eingestuft. Der vierspurige Ausbau der B 87 von Leipzig nach Torgau sowie deren zweispurige Weiterführung nach Frankfurt (Oder) kamen dagegen als vordringlicher Bedarf in den Bundesverkehrswegeplan. Ebenfalls vordringlich ist der schrittweise Ausbau der Bundesstraßen 183 und 169 von Torgau nach Ruhland. Als Bundesstraße 160 war bis Juli 2011 von Hoyerswerda und Weißwasser ein neuer Zubringer zur A 13 bei Ruhland geplant. Diese Festlegungen bedeuteten faktisch das Aus für den Bau der A 16.

## Alternatives Projekt
Im November 2017 forderten einige Landräte der umliegenden Landkreise in einer „Torgauer Erklärung“ den Aufbau einer neuen Autobahn bzw. Fernstraße, die als Entlastungsstrecke für die weiter südlich verlaufenden Bundesautobahnen A 4 und A 14 dienen solle. Das Projekt sei notwendig, um neuen Unternehmen attraktive Standorte in der wirtschaftlich derzeit noch durch Tagebaue geprägten Lausitz zu bieten und damit durch den Strukturwandel bedrohte Arbeitsplätze langfristig zu sichern. Ein erster Entwurf einer Streckenführung schlug auch eine Route über Delitzsch vor, die dann bei Brehna die A 9 kreuzen würde. Generell sei die Trassenführung an bisherigen Straßen zu orientieren. Bevor es zu einer Realisierung kommen könnte, müsste das Projekt aber erst in den Bundesverkehrswegeplan eingefügt werden.